# Ambasada Austro-Węgier w Cetyni

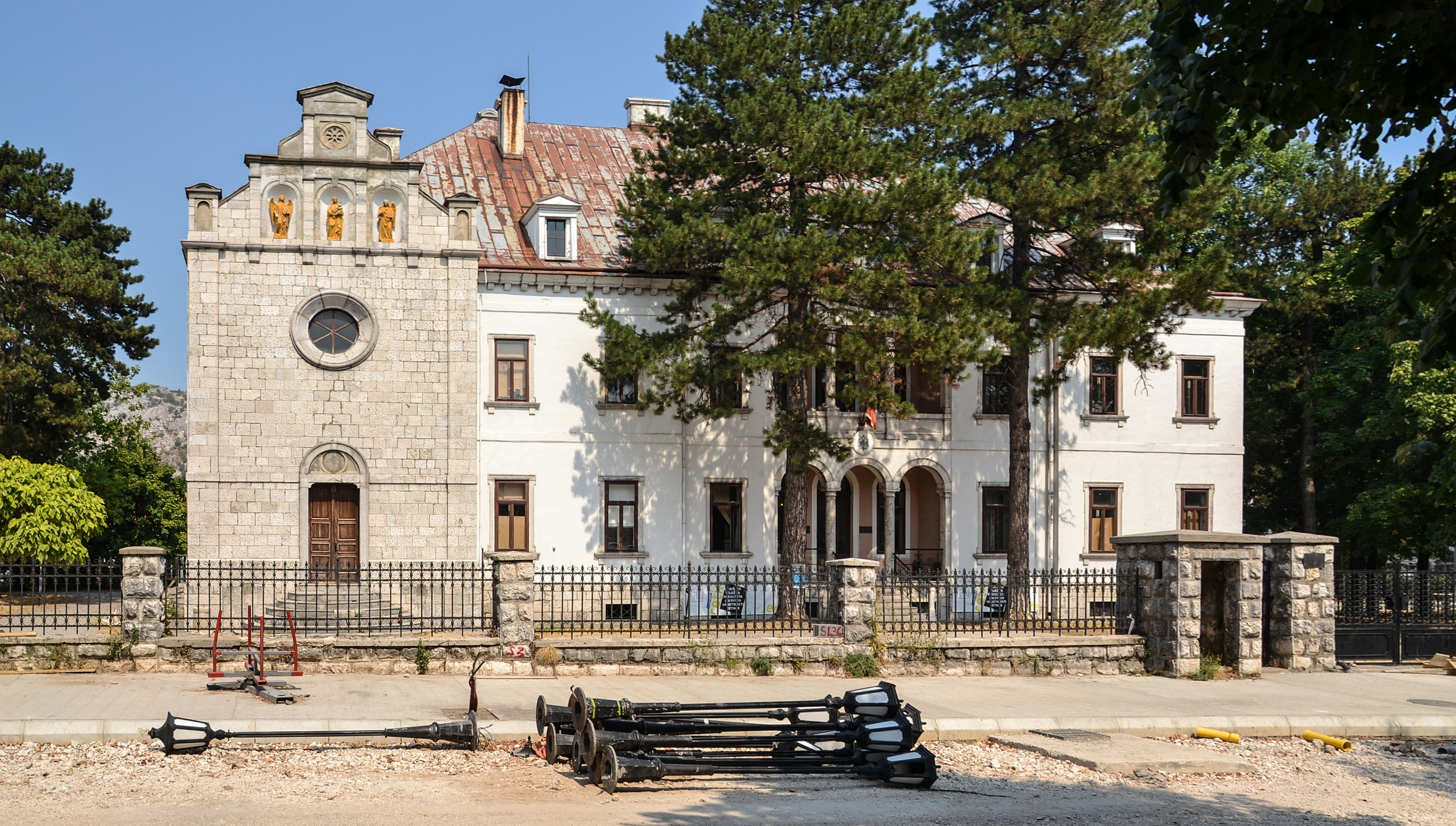
Budynek poselstwa od frontu

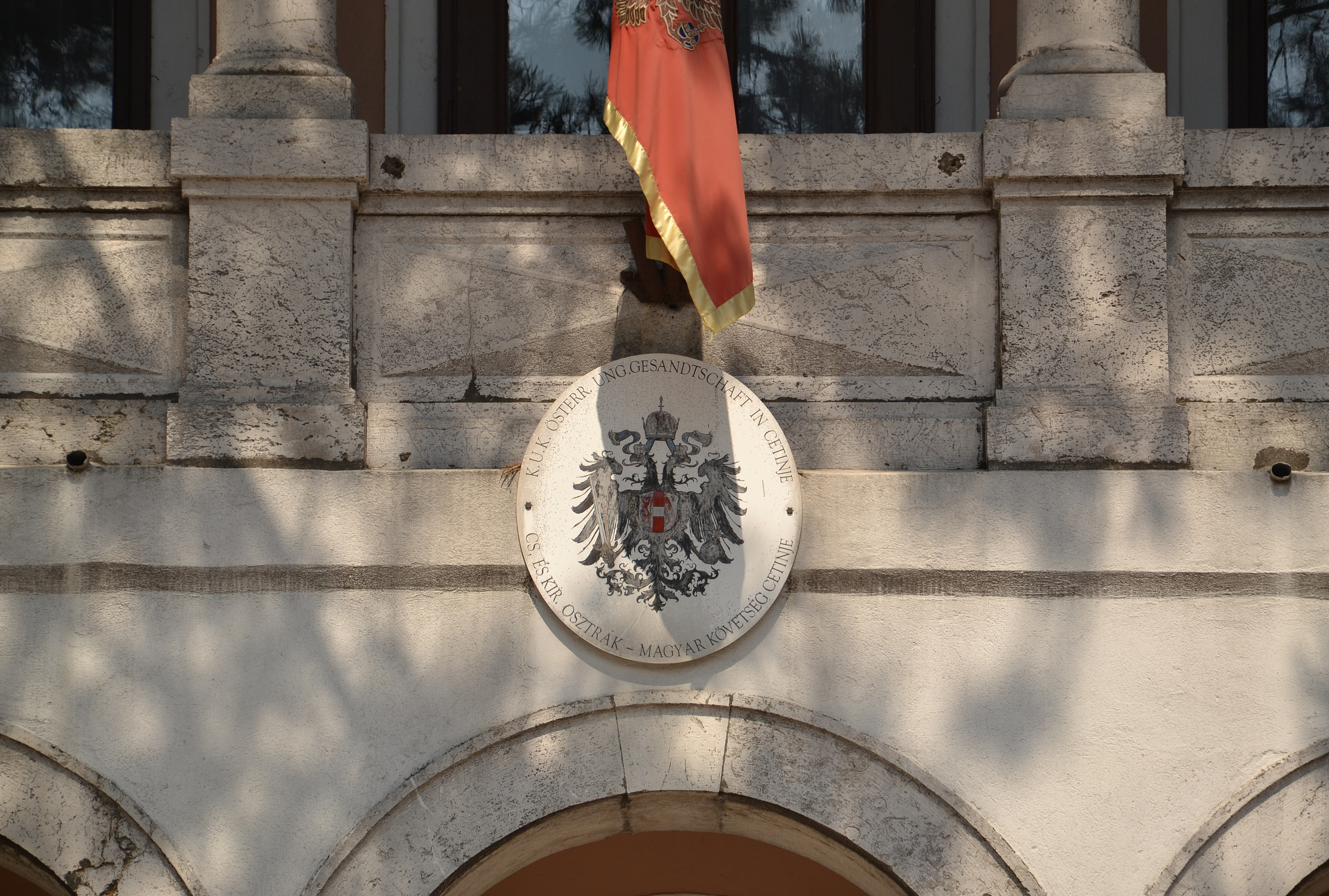
Tablica nad wejściem

Ambasada Austro-Węgier w Cetyni – budynek dawnego przedstawicielstwa dyplomatycznego Austro-Węgier w Cetynii, stolicy Czarnogóry do 1918 roku. Pomimo używanej często nazwy ambasada w rzeczywistości placówka miała niższy stopień dyplomatyczny – poselstwa.
Stosunki dyplomatyczne pomiędzy Austro-Węgrami a Księstwem Czarnogóry nawiązano w 1879 roku. Obecny obiekt, położony na skrzyżowaniu ulic Baja Pivljanina i Sava Burića, wybudowano w latach 1897-1899 z dala od placówek innych krajów. Architektem był Chorwat Josip Slade. Dwupiętrowy gmach reprezentuje styl neorenesansowy, natomiast połączona z nim kaplica katolicka styl neoromański. Wewnętrzne prace wykończeniowe trwały do 1903 roku. Główne wejście do budynku ma postać werandy z trzema łukami, nad którą znajduje się balkon. Nad drzwiami umieszczono replikę dwujęzycznej tablicy urzędowej z herbem Cesarstwa Austrii. Przy bramie wejściowej zachowała się budka wartownicza.
W otwarciu poselstwa brał udział następca tronu Danilo. Dyplomaci Austro-Węgier opuścili Cetynię 5 sierpnia 1914 roku, po wybuchu I wojny światowej, kiedy to bałkańskie państwo opowiedziało się po stronie Serbii.
W czasie I wojny światowej oraz w okresie międzywojennym w dawnym poselstwie mieściły się różne urzędy administracyjne. Obecnie (2017) w budynku znajduje się Instytut Ochrony Dziedzictwa Kulturalnego Czarnogóry.